# Knorr (Lebensmittelhersteller)
Knorr ist ein für seine Fertigsuppen bekannter Lebensmittelhersteller in Heilbronn, der heute zur Unilever-Gruppe gehört. Die Produktpalette von Knorr umfasst neben Suppen Speisewürzen wie Aromat, Saucen, Beilagen, Bouillons, Salatsaucen, sonstige Kochzutaten, Smoothies, Tiefkühlkost und in zunehmendem Maß auch Fertiggerichte.

## Geschichte

### Gründung und Aufschwung
Das Unternehmen wurde 1838 von Carl Heinrich Theodor Knorr (1800–1875) in Heilbronn gegründet. Am 29. August 1838 eröffnete der Gründer einen Gemischtwarenladen (Kaiserstraße 7), am 28. September 1838 erhielt er die Konzession für den Bau einer Zichorienfabrik für die Herstellung von Kaffeeersatz aus der Wurzel der Zichorie vor dem Brückentor (heutiges Bahnhofsviertel). Die Fabrik mit 53 Arbeitern wurde zur größten Fabrik in Heilbronn. 1855 wurde sie an August Closs, den Bruder des Schwiegersohns des Firmengründers, verkauft. 1857 gründete Knorr auf dem Hefenweiler eine Tuchfabrik, die er wegen nicht bezahlter Schulden bereits 1858 schließen musste. Im Anschluss gründete Knorr die Firma C. H. Knorr Engros-Geschäft in Reis, Gerste, Sago und Landesprodukten in der Sülmerstraße. Der genaue Gründungszeitpunkt dieses Unternehmens ist unbekannt. 1862 war Knorr laut Heilbronner Adressbuch „Agent in Landesprodukten“, das Engros-Geschäft wird 1868 erwähnt, bestand aber wahrscheinlich schon einige Jahre zuvor. Der Firmensitz wurde bis 1872 in die Innere Rosenbergstraße (heute: Kreuzung Wilhelm-/Rollwagstraße) verlegt. 1875 firmierte die Fabrik als C.H. Knorr – Mühlenfabrikate, Landesprodukte, Fabrik von Suppenstoffen.

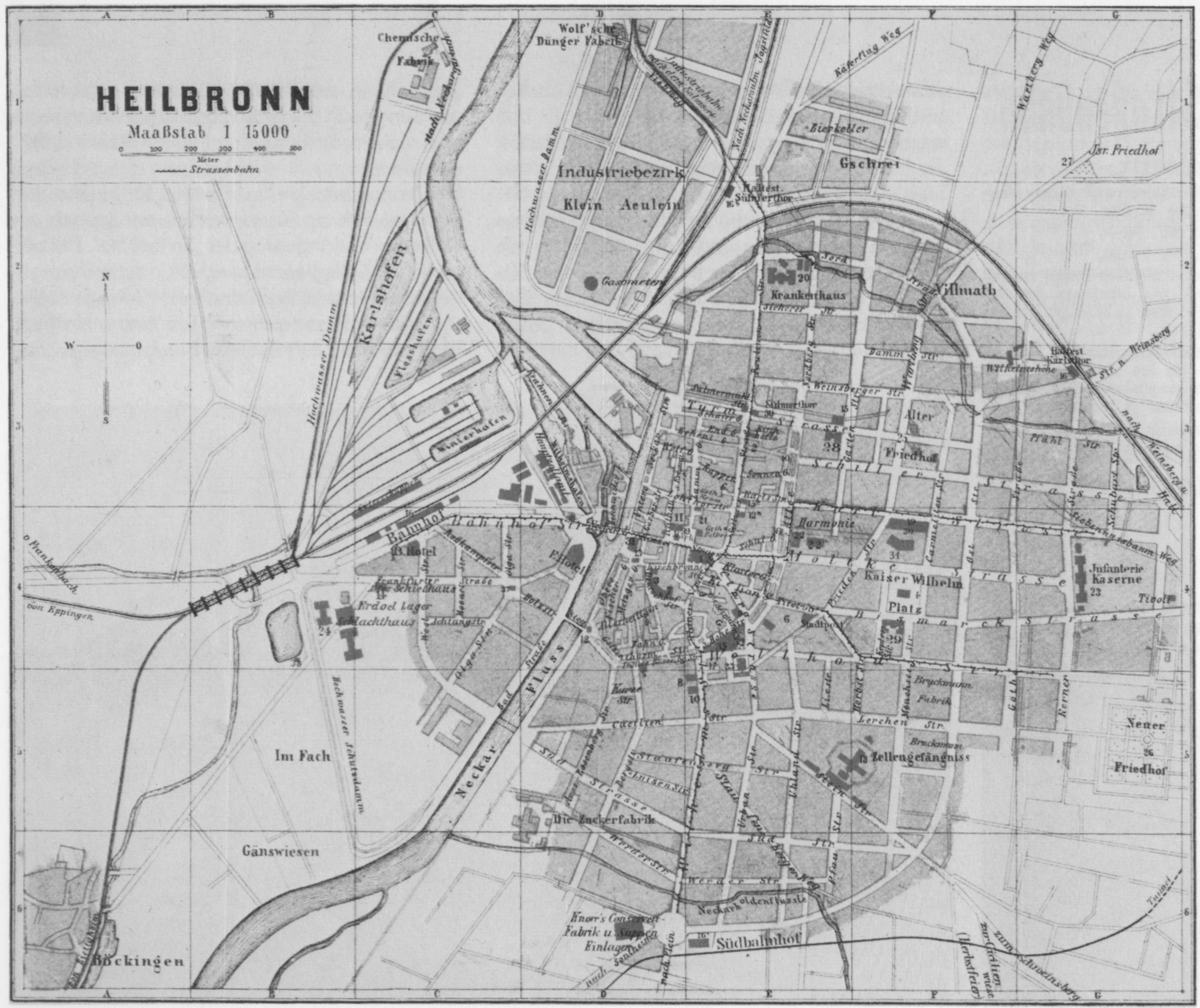
Knorr-Firmensitz 1903, am äußersten südlichen Ende von Heilbronn

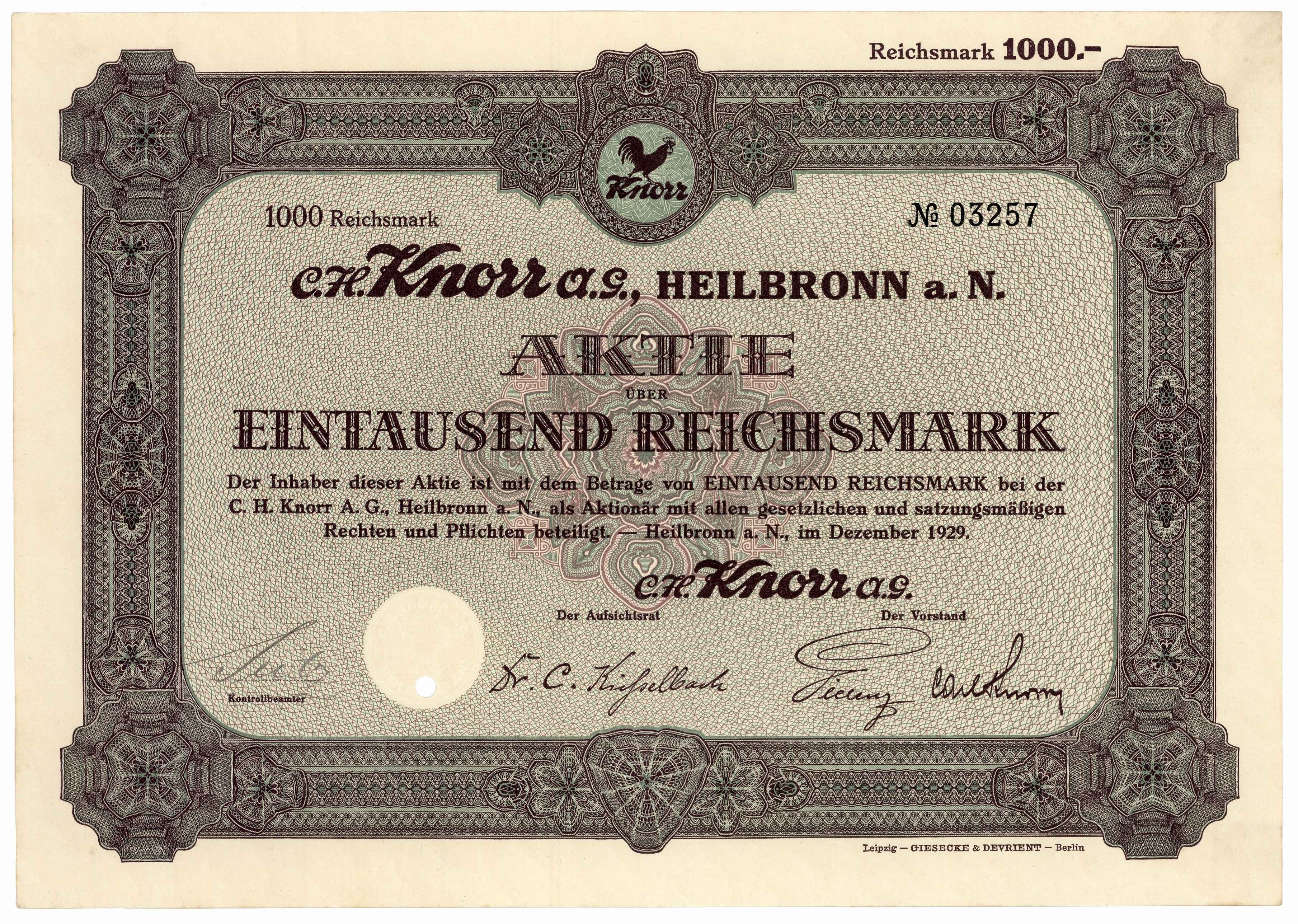
Aktie über 1000 RM der C. H. Knorr AG vom Dezember 1929

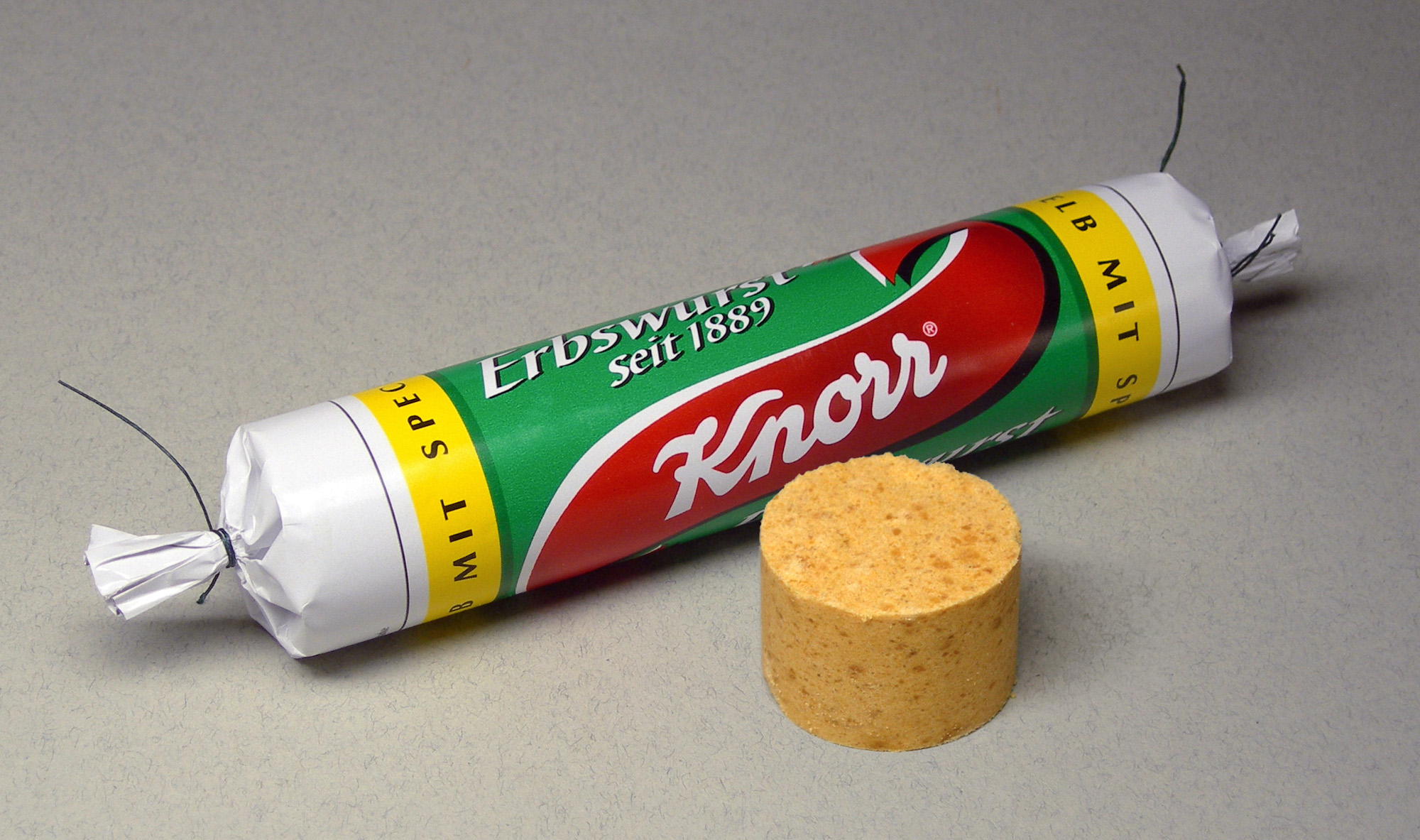
Von 1889 bis 2018 hergestellt: Knorr-Erbswurst

Erste Erfolge hatte Knorr mit dem Export von Dörrobst nach Ungarn. Um 1870 begann die Fabrik mit der Produktion von Mehlen aus Grünkern, Erbsen, Linsen, Bohnen und Tapioka. Ein Bienenkorb, Symbol für ein „fleißiges Völkchen“, wurde zum Markenzeichen der Firma. 1873 begann die Produktion von Suppenpräparaten aus Hülsenfrüchten, Gemüse und Gewürzen.
Nach dem Tod des Firmengründers 1875 ging die Firma auf dessen Söhne Carl Heinrich Eduard Knorr (1843–1921) und Alfred Knorr (1846–1895) über. Sie legten Versuchsgärten zur Verbesserung der Suppenzutaten an und mit dem Bau einer Mühle im Südviertel 1884 den Grundstein für das langjährige Firmengelände. 1885 wurden Abpackstellen in Österreich und der Schweiz eröffnet, um eine Erhöhung von Einfuhrzöllen in diese Länder zu umgehen. Knorr-Fertigsuppen wurden nicht nur als Pulver in Tüten angeboten, sondern ab 1886 als Tafeln, ab 1889 in Wurstform (die bekannte Erbswurst), 1897 als Tabletten und 1910 in Form von Suppenwürfeln.
Seit 1892 bestand darüber hinaus eine eigene Teigwaren-Produktion, 1908 wurde auch Suppenwürze produziert und ab 1911 Fleischbrühwürfel. Fridtjof Nansens Nordpol-Expedition von 1893 ernährte sich von Knorr-Produkten, auf der Heilbronner Gewerbe- und Industrie-Ausstellung von 1897 präsentierte Knorr einen gepressten Gemüseblock von einem Kubikmeter, der 70.000 Portionen Suppe ergab.
Nach dem Tod von Alfred Knorr 1895 übernahm Carl Heinrich Eduard Knorr die alleinige Führung des Unternehmens. 1899 wurde es zu einer Aktiengesellschaft umgewandelt. Die beiden Knorr-Familien hielten zunächst Aktienanteile von jeweils 40 Prozent. In der Folgezeit wurden kleinere Aktienanteile an höhere Angestellte und Knorr-Verwandte vergeben. Zu Vorstandsmitgliedern der Aktiengesellschaft wurden die bisherigen Prokuristen Christian Eberhardt (1857–1939) und Gustav Pielenz (1862–1944) ernannt, die bis 1925 beziehungsweise 1936 im Vorstand blieben. Carl Heinrich Eduard Knorr gehörte von 1899 bis 1905 zunächst dem Aufsichtsrat an, 1905 trat er für sieben Jahre in den Vorstand ein. 1912 wechselte er wieder in den Aufsichtsrat über.
Knorr wurde zunehmend international: 1901 wurde ein Vertrieb in Paris eröffnet, 1902 ein Lagerhaus in Berlin, 1906 ein Verkaufshaus in Paris, 1907 eine Knorr-Fabrik in Wels (Österreich), 1907 eine Knorr-Fabrik in Thayngen (Schweiz), 1908 eine Niederlassung in Breslau, 1909 eine Bouillon-Fabrik in Nancy, 1912 eine Suppenfabrik in Monza und ein Lagerhaus in Düsseldorf.
Die Anteilseigner und Aufsichtsratsmitglieder gehörten zu den reichsten Personen in Württemberg. Das Handbuch der Millionäre in Württemberg mit Hohenzollern von 1914 nennt für Kommerzienrat Karl Knorr ein Vermögen von 4 Mio. Mark, ebenso für den Aufsichtsratsvorsitzenden Friedrich Ackermann sowie die Aufsichtsratsmitglieder Hugo Rümelin und Karl Hagenbucher. Das Vermögen des Aufsichtsratsmitglieds Hugo Zapf wurde auf 2 Mio. Mark beziffert, das von Eugen Fischel auf 1 Mio. Reichsmark.
1899 wurde die Straße am Heilbronner Stammwerk in Knorrstraße umbenannt. In der Nachbarschaft des Werks entstand von 1911 bis 1916 eine Wohnsiedlung für höhere Knorr-Angestellte, von der sich verschiedene Gebäude in der Liebigstraße erhalten haben und inzwischen denkmalgeschützt sind (Nr. 8, Nr. 10, Nr. 12/14, Nr. 16/18, Nr. 22/24, Nr. 26).

### Erster Weltkrieg und Zwischenkriegszeit

Älteres Knorr-Logo

Bei Ausbruch des Ersten Weltkriegs am 1. August 1914 wurden 130 Knorr-Arbeiter zum Heeresdienst eingezogen, die Produktion wurde danach zunehmend von Frauen übernommen. Das Unternehmen wurde der Heeresverwaltung unterstellt. Der Krieg brachte lukrative Aufträge; bereits am 18. August 1914 erging ein Auftrag über 7,5 Millionen Feldrationen. Die bis Ende 1914 auf 1300 Arbeiter angewachsene Belegschaft lieferte täglich über 200.000 Feldrationen aus, die dem Geist der Zeit geschuldete Namen wie Hindenburg-Suppe oder Ludendorff-Suppe trugen. Die Firmenniederlassungen in Frankreich und Italien wurden von den Kriegsgegnern beschlagnahmt, dafür erhielt Knorr 1917 günstig die vom Deutschen Reich beschlagnahmten britischen Anteile der Berliner Mondamin GmbH.
Die Not nach Kriegsende wurde auch im Unternehmen spürbar: die Produktion lag 1919 aus Kohlenmangel mehrere Wochen still, die Belegschaft sank von 1450 auf 300 Personen.

Plakat von Leonetto Cappiello

Erst nach Überwindung der Inflation im Jahr 1923 nahm die Firmengeschichte wieder eine positive Wendung. Die 1916 in Hamburg gegründete Firma Deutsche Maizena-Werke GmbH erwarb 1922 75 Prozent der Aktien der Knorr-Tochter Mondamin und damit etwa 10 Prozent der Knorr-Aktien. Die C. H. Knorr AG war zu dieser Zeit an den Börsen Berlin, Frankfurt und Stuttgart notiert. Neue Niederlassungen entstanden 1927 in der Schweiz, 1928 in New York und 1932 in Antwerpen.
Nach Beginn der NS-Diktatur 1933 wirkten sich die staatlichen Preisregulierungen auf landwirtschaftliche Produkte günstig für Knorr aus. 1938 wurde mit 3000 Beschäftigten ein Höchststand erreicht.

### Zweiter Weltkrieg und Nachkriegszeit

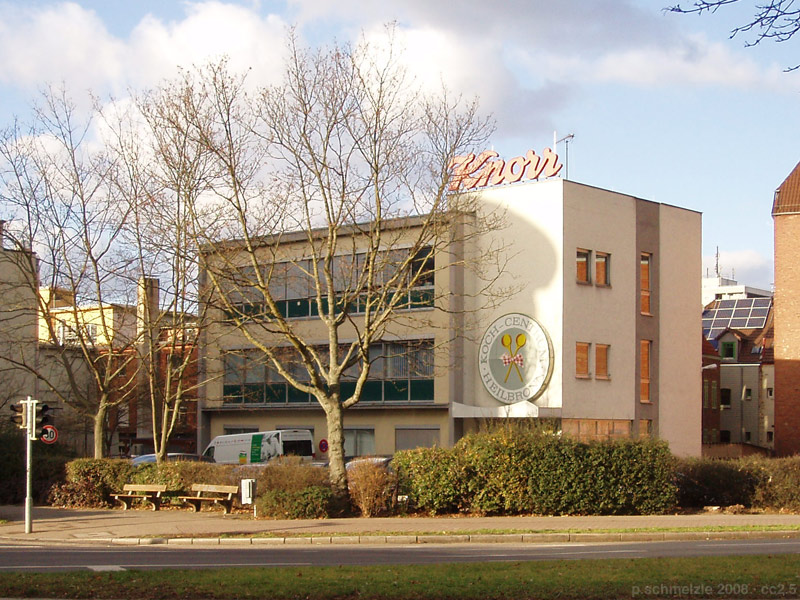
„Knorr Koch-Centrum“ in Heilbronn

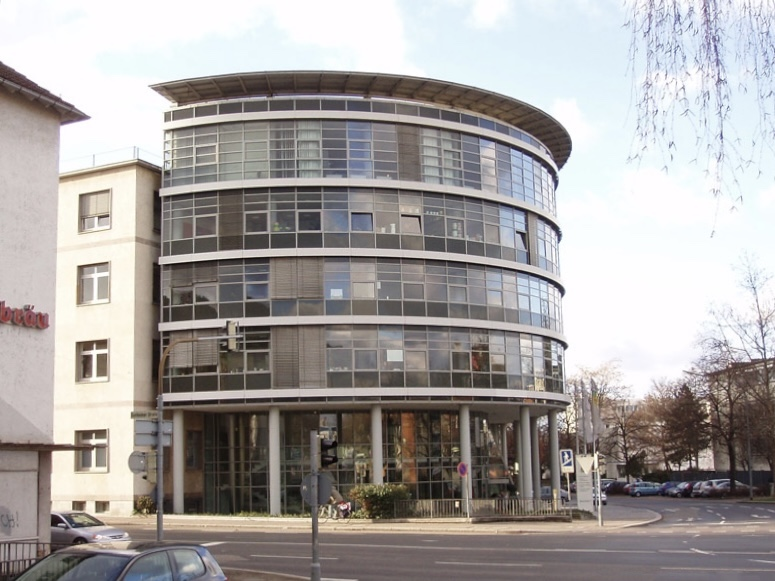
Ehemaliges Knorr-Verwaltungsgebäude in Heilbronn

Nach Beginn des Zweiten Weltkriegs beeinträchtigte die Kriegswirtschaft die Produktion abermals erheblich. Haferprodukte und Hartnudeln durften ab 1940 nur noch lose verkauft werden, Gerstenmehl, Teigwaren und anderes waren auch für Großproduzenten nur noch auf Sammelbezugsscheine erhältlich. Im März 1940 forderte NSDAP-Kreisleiter Richard Drauz einen Sitz im Aufsichtsrat, der ihm jedoch vom Knorr-Vorstand verwehrt wurde. Wie schon im Ersten Weltkrieg wurden Teile der Belegschaft eingezogen und Rohstoffe knapp. Beim Luftangriff am 10. September 1944 wurde die Heilbronner Fabrik erstmals durch Bomben getroffen, beim Luftangriff auf Heilbronn am 4. Dezember 1944 wurde das Werk zur Hälfte zerstört. Zwar wurde am 12. Januar 1945 die Hafermühle wieder in Betrieb genommen, aufgrund der nahenden Front wurde der Betrieb jedoch Mitte März 1945 eingestellt. Vom 6. bis 8. April 1945 war das Fabrikgelände bei der Verteidigung Heilbronns umkämpft.
Unmittelbar nach Kriegsende nahm man im Mai 1945 die Produktion erneut auf. Bis September 1945 wurden bereits wieder 650 Mitarbeiter gezählt. Die Fabrik stand bis Dezember 1948 unter Verwaltung der Militärregierung. Verkaufsleiter Paul Meyle, seit 1929 bei Knorr, wechselte 1945 mangels verkäuflicher Produkte ins Rathaus von Heilbronn und wurde 1948 Oberbürgermeister der Stadt.
1951 übernahm Maizena weitere Knorr-Aktien von der Oetker-Gruppe und steigerte seinen Anteil auf 32 Prozent, 1958/1959 wurde Maizena Mehrheitsaktionär mit einem Anteil von 58,4 Prozent und setzte die Umwandlung von Knorr in eine GmbH durch. Mit Alexander Knorr (1889–1978) schied 1958 der letzte Knorr aus dem Vorstand des Unternehmens aus. Trotz des faktischen Besitzerwechsels blieb der Name Knorr als Markenname erhalten. Das letzte Knorr-Familienmitglied im Unternehmen war bis 1976 der Prokurist Carl Heinrich Clemens Knorr (1913–1985), ein Urenkel des Firmengründers.
1961 hat Knorr mit Stocki ein Instant-Kartoffelpüree lanciert, welches bis heute durch Frigemo produziert wird. 1964 brachte Nippon Consomme Co., Ltd., eine Tochter des Lebensmittelkonzerns Ajinomoto, zusammen mit der US-amerikanischen CPC (Corn Products Company) Knorrsuppe auf den japanischen Markt. Im folgenden Jahr wurde Nippon Consomme in Knorr Foods Co., Ltd. umbenannt.

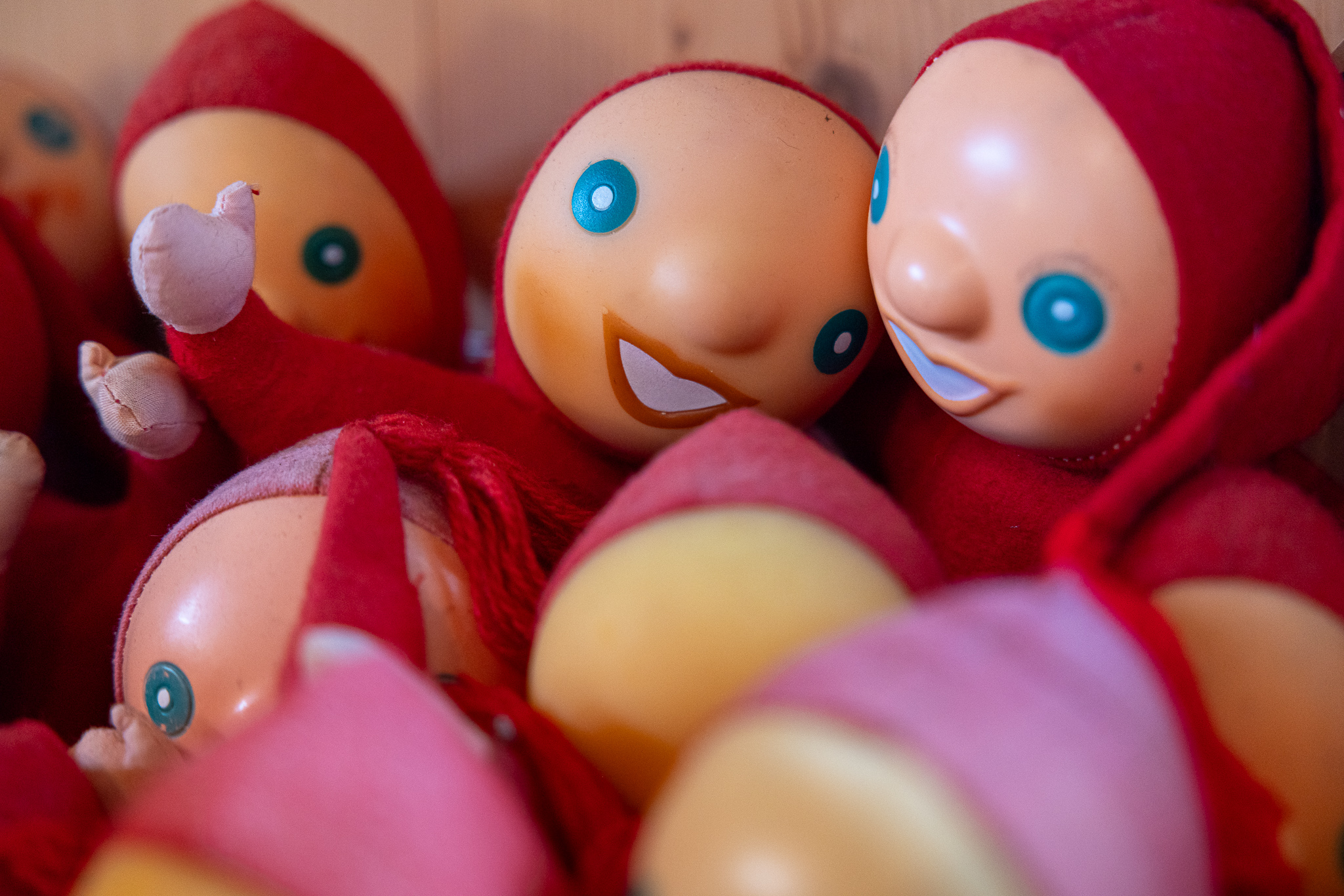
Knorrli-Puppen aus der Spielzeugsammlung Waldfee

In der Schweiz wird seit den 1940er Jahren bis heute Knorrli, ein Männchen mit Zipfelmütze, Holzschuhen und einem Kochlöffel in der linken Hand, als Werbefigur genutzt (entworfen von Hans Tomamichel). In Deutschland war in den 1960er Jahren die Werbefigur Knorri populär, ein auf zwei Beinen stehender Ochse mit einem Kochlöffel in der rechten Hand, ebenso die Figur Stocki, eine halb geschälte Kartoffel mit Schiebermütze, die das gleichnamige Kartoffelpüree bewarb. Für in dieser Zeit im Kino gezeigte Werbefilme konnte die Firma den bereits bundesweit bekannten Fußballer Franz Beckenbauer unter Vertrag nehmen.
1969 errichtete Maizena in Heilbronn die damals modernste, vollautomatische Suppenfabrik Deutschlands, 1987 wurde der Firmensitz von Hamburg nach Heilbronn verlegt. Am Standort Heilbronn waren damals 1800 Menschen beschäftigt. Im Jahr 1988 fand in der Heilbronner Harmonie die Ausstellung 10000 Jahre Suppe – 150 Jahre Knorr zur Firmengeschichte statt.
1998 wurde aus Maizena (selbst eine Tochter des CPC-Konzerns) der Bestfoods-Konzern, im Herbst 2000 wurde Bestfoods von dem britisch-niederländischen Konzern Unilever übernommen. Im Oktober 2016 gab Unilever bekannt, das Entwicklungszentrum in Heilbronn zu schließen, die 220 Mitarbeiter sollen künftig in Holland arbeiten.
Im Oktober 2019 wurden Pläne Unilevers bekannt, das Heilbronner Knorr-Werk mit noch 550 Mitarbeitern zu schließen, ohne dass ein konkreter Zeitplan genannt wurde. Ein Standortvertrag läuft Ende 2020 aus. Eine Zukunft für das Werk könne es laut Unilever vielleicht geben, wenn „radikale Kosten-Einsparungen“ erbracht würden. Nach Verhandlungen wurde im Juni 2020 ein geänderter Tarifvertrag unterzeichnet, der eine Standort- und Beschäftigungssicherung bis 2030 vorsieht, im Gegenzug unter anderem geringere Lohnsteigerungen.